# Ponte degli Alari
Il ponte degli Alari era un ponte ad arco provvisorio che attraversava il fiume Tevere a Roma.

## Storia
Costruito nel 1889 come alternativa al vicino ponte Sant'Angelo e in attesa della costruzione di ponte Vittorio Emanuele II, venne progettato sufficientemente ampio da permettere l'allestimento di due carreggiate.
Nonostante la provvisorietà della struttura furono necessari diversi interventi per la sua manutenzione e messa in sicurezza; la demolizione iniziò dopo l'inaugurazione del ponte Vittorio Emanuele II nel 1911 e fu completata nel 1912. Il ferro e i materiali da costruzione del ponte furono utilizzati per la manutenzione del ponte dell'Industria e per la costruzione dei ponti provvisori della Magliana e della Scafa.